# Alberto Sanguinetti
Alberto Francisco María Sanguinetti Montero (ur. 10 października 1945 w Montevideo) – urugwajski duchowny katolicki, biskup Canelones w latach 2010–2021.

## Życiorys
Święcenia kapłańskie otrzymał 18 maja 1973 i został inkardynowany do archidiecezji Montevideo. Przez wiele lat pracował na terenie rodzinnego miasta, studiował także na argentyńskim Wydziale Teologii San Miguel, gdzie uzyskał tytuł doktora teologii dogmatycznej. W latach 2000–2004 pełnił funkcję rektora urugwajskiego Wydziału Teologii Mons. Mariano Soler, a w kolejnych latach był proboszczem w kilku parafiach archidiecezji.
23 lutego 2010 papież Benedykt XVI mianował go ordynariuszem diecezji Canelones. Sakry biskupiej udzielił mu 20 marca 2010 abp Nicolás Cotugno.
19 marca 2021 papież Franciszek przyjął jego rezygnację z pełnionej funkcji.